# گراهام مافت
گراهام مافِـت (انگلیسی: Graham Moffat؛ ۲۱ فوریه ۱۸۶۶ – ۱۲ دسامبر ۱۹۵۱) نمایشنامه‌نویس و کارگردان فیلم اهل بریتانیا بود.
از جمله آثار او می‌توان به نمایشنامهٔ «بانتی پارتی‌بازی می‌کند» اشاره کرد که در تئاتر برادوی به روی صحنه رفت و جیمز فینلایسون یکی از بازیگران آن بود.